# Неможливі діти
«Неможливі діти» — радянський художній фільм 1980 року, знятий режисером Шаріпом Бейсембаєвим на кіностудії «Казахфільм».

## Сюжет
Доля трьох друзів — Акіма, Айгуль та Болата після закінчення школи.

## У ролях
- Мухтар Бахтигєрєєв — Марат Мухамедович
- Бікен Рімова — мати Марата Мухамедовича
- Торгин Тасибекова — дружина Марата Мухамедовича
- Сагі Ашимов — Акім, син Марата Мухамедовича
- Меруерт Утекешева — Айбіке Абаївна
- Жумабай Медетбаєв — Султан Оспанович, чоловік Айбіке
- Венера Нігматуліна — Айгуль, дочка Султана та Айбіке
- Ерік Жолжаксинов — Болат
- Анвар Боранбаєв — Сагімбеков
- Н. Жакіпбаєв — Жорж
- Тунгишбай Жаманкулов — декан
- Дімаш Ахімов — завсектором
- Гульжан Аспетова — епізод
- Роза Іскакова — епізод
- Тамара Косубаєва — епізод
- Шахан Мусін — епізод
- Ментай Утепбергенов — епізод
- У. Нусіпжанов — епізод
- К. Сиздикова — епізод
- Лідія Ашрапова — епізод
- Гульнара Дусматова — Міра
- Нуржуман Іхтимбаєв — епізод

## Знімальна група
- Режисер — Шаріп Бейсембаєв
- Сценарист — Олександр Сєрий
- Оператор — Федір Аранишев
- Композитор — Анатолій Бичков
- Художник — Олександр Ророкін